# Cosmina Dușa
Cosmina Anișoara Dușa (* 4. März 1990 in Iernut, Kreis Mureș) ist eine rumänische Fußballspielerin.

## Karriere
Dușa startete mit dem Fußball im Grundschulteam der „O.C. Taslauanu“ in Toplița, Kreis Harghita. Im Alter von nur 17 wechselte sie in den Semiprofi Bereich und unterschrieb beim rumänischen Liga I Feminin Gewinner der Saison 2007/08 CFF Clujana Cluj. Sie spielte ihr offizielles Debüt im UEFA Women’s Champions League Saison 2007/08 gegen den schwedischen Meister Umeå IK. Nach drei Jahren verließ sie Rumänien und wechselte zum griechischen Erstligisten AS Volos 2004, wo sie mit 42 Toren Torschützenkönigin wurde.
Im Sommer 2010 kehrte sie nach Rumänien und Cluj zurück, wo sie sich dem neugegründeten Verein CFF Olimpia Cluj anschloss. Dort traf sie auf ihren ersten Trainer 2010 Mirel Albon, der sie als Stammstürmerin einsetzte. In der ersten Saison der Vereinsgeschichte des CFF Olimpia Cluj, wurde sie mit 103 Toren in 24 Spielen Torschützenkönigin der Liga und verhalft dem Team zur Rumänischen Meisterschaft. In ihrer zweiten Saison bei Olimpija Cluj wurde sie mit 71 Toren Torschützenkönigin und schaffte mit ihrem Verein die Wiederholung der Vorjahresmeisterschaft.
Durch ihre konstanten Leistung bei CFF Olimpija Cluj wurde sie vom rumänischen Fußballverband drei Jahre in Folge zur Fußballerin des Jahres gewählt.
Am 3. Oktober 2012 verkündete sie ihren Wechsel in die türkische Liga zu Konak Izmir.

### Nationalmannschaft
Durch ihre guten Leistungen in Griechenland wurde sie erstmals in die rumänische Fußballnationalmannschaft der Frauen berufen und spielte ihr Debüt im März 2009 gegen die belgische Fußballnationalmannschaft der Frauen.

## Erfolge
- Rumänische Meisterin(4): 2008, 2009, 2011, 2012
- Romanian Women’s Cup (3): 2008, 2011, 2012
- Rumänische Spielerin des Jahres (3): 2010, 2011, 2012
- Türkische Meisterin (5): 2013, 2014, 2015, 2016, 2017 (mit Konak Belediyesi GSK)
- Torschützenkönigin der türkischen SüperLig (3): 2013, 2014, 2015